# Víctor Jara
Víctor Lidio Jara Martínez (phát âm tiếng Tây Ban Nha: [ˈbiktor ˈliðjo ˈxaɾa marˈtines]) (sinh ngày 28 tháng 9 năm 1932 – mất ngày 16 tháng 9 năm 1973) là một ca sĩ, nhạc sĩ, nhà giáo, một đạo diễn sân khấu, nhà thơ và nhà hoạt động chính trị nổi tiếng Chile, là đảng viên Đảng Cộng sản Chile. Là một nhà đạo diễn sân khẩu xuất sắc, ông đã đóng góp cho sự phát triển của sân khấu kịch Chile. Ông đã đạo diễn một loạt tác phẩm từ các tác phẩm địa phương đến các tác phẩm kịch kinh điển của thế giới, đến các tác phẩm thử nghiệm của Ann Jellicoe. Đồng thời, ông đã phát triển trong lĩnh vực âm nhạc và đóng một vai trò quan trọng trong số các nghệ sĩ tân-dân gian-người đã thiết lập Nueva Canción Chilena (Bài hát mới Chile) phong trào dẫn đến một cuộc cách mạng trong âm nhạc nhân dân của đất nước Chile dưới thời chính quyền Salvador Allende. Ngay sau khi cuộc đảo chính ở Chile ngày 11 tháng 9 năm 1973, ông bị bắt, tra tấn và cuối cùng bắn chết với 44 phát đạn súng máy. Sau đó, cơ thể của ông đã bị ném ra đường phố của một thị trấn tồi tàn ở Santiago.

## Tiểu sử
Victor Jara sinh ngày 28 tháng 9 năm 1932 trong một gia đình nông dân nghèo ở Quiriquina thuộc tỉnh Nuble, miền trung Chile. Cuộc sống của gia đình Jara cũng phải trải qua thời kỳ khốn khó của tầng lớp nghèo Chile. Sau khi người cha của cậu là một người chồng nghiện rượu bỏ nhà ra đi, bà Amanda, mẹ của Jara, đã phải vật lộn với cuộc sống để nuôi sống gia đình. Bà đã phải đi lau nhà và giặt quần áo thuê để có được một chút thu nhập nuôi các con. Bất chấp cuộc sống khốn cùng như vậy nhưng bà Amanda vẫn luôn giữ được sự lạc quan, yêu đời. Trong những lúc rảnh rỗi, bà vẫn thường gảy đàn và ca những bản nhạc đồng quê, những bài ca trữ tình cho các con nghe. Cũng chính từ những đêm cùng các anh chị nghe mẹ hát, Jara đã bị cuốn hút bởi âm nhạc và dần dần được mẹ dạy cho cách chơi đàn guitar.
Tuy nhiên, mẹ của cậu đã qua đời khi Jara chưa đầy 15 tuổi. Jara nhiều lúc cảm thấy chán nản, bế tắc nhưng rồi tấm gương của người mẹ đã giúp anh vượt qua được giai đoạn khủng hoảng và đã theo đuổi con đường nghệ thuật và theo học các khóa về diễn xuất và đạo diễn tại khoa Nhạc kịch thuộc Trường Đại học Chile. Đến thập niên 1960, ở tuổi ngoài 30, Jara đã trở thành một trong những nhạc sĩ-ca sĩ, đạo diễn sân khấu nổi tiếng của Chile. Không chỉ có vậy, Jara còn được biết tới như là một nhà hoạt động chính trị không mệt mỏi. Jara quyết định tham gia các tổ chức tiến bộ của giới tri thức và sau đó trở thành một người cộng sản của Liên minh Đoàn kết Nhân dân. Ông đã dùng những lời ca, tiếng hát của mình để nói về tình hình chính trị Chile và để đấu tranh vì sự công bằng trong xã hội, vì những quyền của người nghèo được học tập và tiếp cận các dịch vụ y tế miễn phí. Ông đã sang tác bài hát ca ngợi Bác Hồ, Quyền sống trong hòa bình.